# Валя-Тирней
Валя-Тирней (рум. Valea Târnei) — село у повіті Біхор в Румунії. Входить до складу комуни Шинтеу.
Село розташоване на відстані 407 км на північний захід від Бухареста, 46 км на схід від Ораді, 89 км на північний захід від Клуж-Напоки.

## Населення
За даними перепису населення 2002 року у селі проживали 408 осіб.
Національний склад населення села:
| Національність | Кількість осіб | Відсоток |
| -------------- | -------------- | -------- |
| словаки        | 401            | 98,3%    |
| румуни         | 6              | 1,5%     |

Рідною мовою назвали:
| Мова      | Кількість осіб | Відсоток |
| --------- | -------------- | -------- |
| словацька | 401            | 98,3%    |
| румунська | 6              | 1,5%     |